# Ban de la Roche

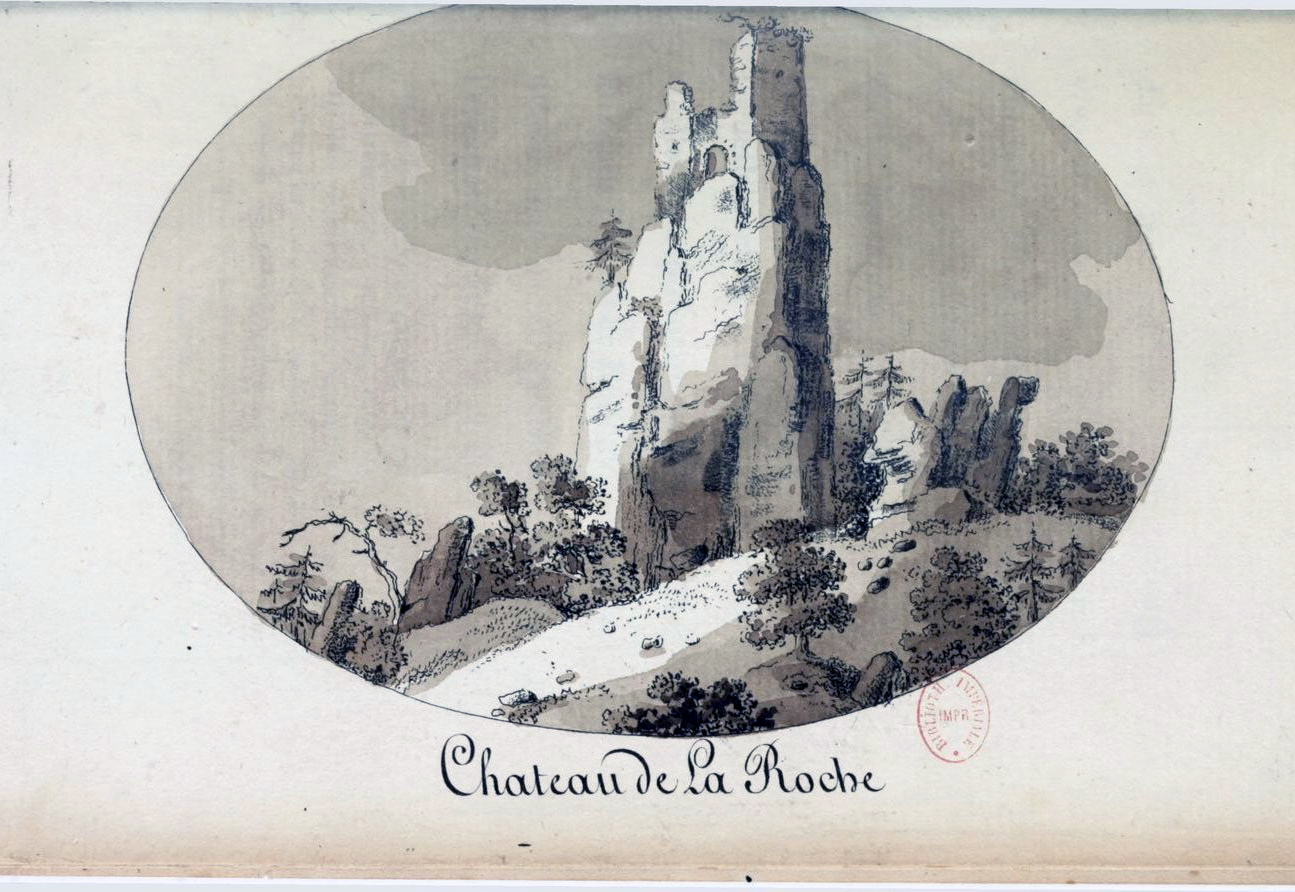
Château de La Roche südlich von Bellefosse (1797)

Ban de la Roche (deutsch Steintal) war zuerst eine Grundherrschaft, dann eine Grafschaft im Elsass.
Das Gebiet besteht aus dem Tal der Rothaine im Norden und dem Tal der Chirgoutte im Süden, zwei rechten Nebenflüssen der Breusch. Die Täler sind über den Col de la Perheux (699 m) miteinander verbunden.